# Скугари
Скугари́ (укр. Скугарі́) — село Черниговского района Черниговской области Украины, возле реки Пакулька. Население 188 человек.
Код КОАТУУ: 7425587203. Почтовый индекс: 15516. Телефонный код: +380 462.

## Власть
Орган местного самоуправления — Плёховский сельский совет. Почтовый адрес: 15516, Черниговская обл., Черниговский р-н, с. Плёхов, тел. 68–46–31.